# Abzugsrecht
Das Abzugsrecht war im späteren Mittelalter der Schweiz das uneingeschränkte Recht eines Menschen, von seinem aktuellen Wohnsitz wegzuziehen.
Während des Früh- und Hochmittelalters konnten nur die sogenannten Freien ungehindert ihren Wohnsitz wechseln. Dies änderte sich während der Agrarkrise des Spätmittelalters; die Obrigkeit konnte die Flucht der verarmten Landbevölkerung in die Städte kaum noch verhindern.
Später wurde eine Abzugspflicht eingeführt. In der Schweiz musste ein wegziehender Einwohner in der Regel zwischen fünf bis zehn Prozent seines Vermögens hinterlassen, um seinen Wohnort wechseln zu dürfen.
Bis ins 17. Jahrhundert war der Wohnsitzwechsel zwischen katholischen und reformierten Gebieten stark erschwert. Erst mit der 1798 beginnenden Helvetik erhielt jedermann das freie Abzugsrecht.